# Troostmeisje

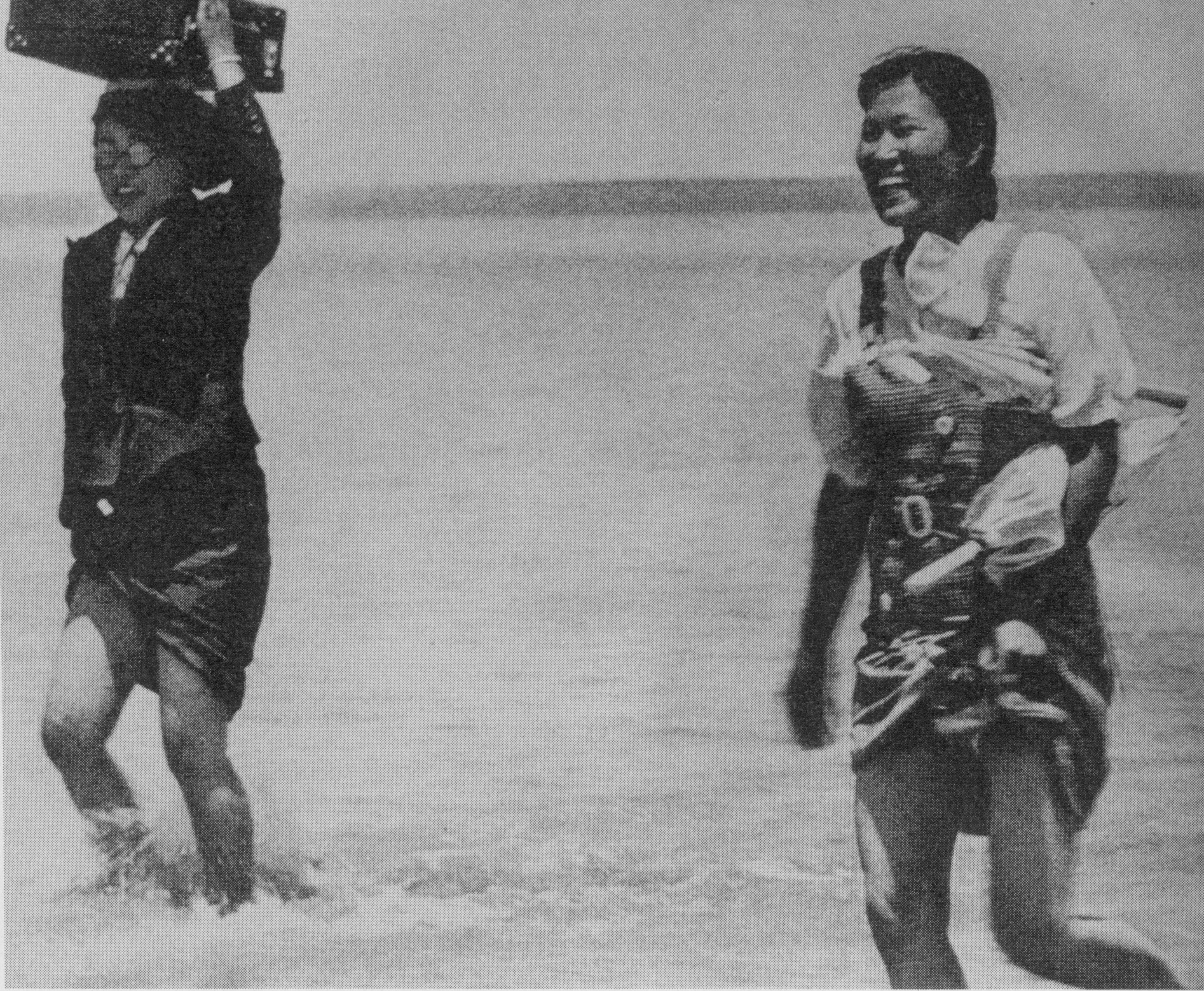
일본군의 다음에 강을 건너는 위안부(De troostmeisjes die de rivier oversteken achter het Japanse leger)

Een troostmeisje (Japans: 慰安婦 ian-fu) was een jonge vrouw die in de periode 1932-1945 door het Japanse Keizerlijke Leger onder dwang in een bordeel tewerkgesteld werd. Officieel luidt het dat deze meisjes en vrouwen zich vrijwillig aandienden om troost te bieden aan militairen. In werkelijkheid waren deze vrouwen seksslavinnen die tegen hun wil werden vastgehouden en gedwongen werden zich te laten misbruiken en was het een vorm van oorlogsverkrachting.

## Invoering van het systeem
Achter het eufemisme troostmeisje gaat een vorm van gedwongen prostitutie schuil. Het systeem van de comfort houses deed zijn intrede in Shanghai in 1932, vlak na  de Japanse invasie in Mantsjoerije in 1931. Het systeem werd vervolgens uitgerold in ieder territorium dat bezet werd door het Japanse leger en de marine tot de Japanse overgave aan de geallieerden in 1945. Het systeem werd bedacht door de generaal Okamura Yasuji.
Om de reden achter het fenomeen te begrijpen, moet men teruggaan naar de Russische Burgeroorlog in Siberië en het Russische Verre Oosten. Bij afloop van die oorlog in 1922 bleek dat een derde van het Japanse expeditieleger was uitgeschakeld door syfilis en gonorroe ten gevolge van seksueel contact met prostituees. Om een herhaling van deze feiten bij verdere veroveringen te vermijden, vatte Japan het plan op om speciale, gesloten bordelen op te richten met strenge hygiënische voorschriften. Deze hadden als voordeel dat enerzijds de verspreiding van SOA’s werd ingeperkt en anderzijds het moreel, en daarmee samenhangend de militaire verdiensten, van de troepen werd hooggehouden. Bovendien hadden de soldaten minder snel behoefte aan militair verlof dankzij de aanwezigheid van bordelen aan de frontlinie. Maar er waren ook nog andere redenen. Een daarvan was de vrees voor de nationale veiligheid; prostituees konden weleens spionnen zijn en de soldaten zouden hun mond weleens kunnen voorbijpraten. Verder moest het systeem van 'troostmeisjes' ook voorkomen dat de Japanse soldaten hun seksuele lusten botvierden op de bevolking van de bezette gebieden (zoals Nanking in 1937).
Overal waar Japan zijn troepen stationeerde, werden comfort houses geopend. Zij waren voornamelijk terug te vinden aan de frontlinie, omdat daar de meeste soldaten te vinden waren, en waren in handen van het leger, de lokale overheden en/of particulieren.

## Aantal slachtoffers
Exacte cijfers van het aantal vrouwen dat in Azië ‘troost’ bood aan de Japanse soldaten, kunnen op basis van het aantal Japanse militairen (4 miljoen) bij benadering berekend worden. Historici spreken van naar schatting 500.000 tot 800.000 vrouwen. De meisjes en vrouwen waren afkomstig uit ten minste 35 landen, stad-staten en autonome regio's, waaronder China, Japan, Korea, Taiwan, de Filipijnen, Brits-Maleisië, Birma, Nederlands-Indië, Thailand, Vietnam en een aantal eilanden in de Stille Oceaan. Onder de slachtoffers bevonden zich ook vrouwen met de Duitse, Franse, Engelse, Spaanse en Italiaanse nationaliteit.

## Nederlands-Indië
In Nederlands-Indië, het enige land waar westerse vrouwen op grote schaal als dwangprostituee werden ingezet, werden onder de Japanse bezetting meer dan 70.000 zowel inheemse als geïnterneerde Nederlandse (Nederlands-Indische en "Hollandse") vrouwen gedwongen als troostmeisje te dienen. Het merendeel van deze slachtoffers was van inheemse afkomst, variërend van onder meer Javaans, Batak, Balinees tot Timorees en Papoea. De dwangbordelen bevonden zich zowel in interneringskampen als in villa's, scholen en militaire kampementen.
Onder de geïnterneerde vrouwen en meisjes brak in 1944 in kamp Gedangan verzet uit tegen het weghalen van de meisjes, nadat 200 meisjes door de Japanners waren weggehaald om aan de keuringscommissie te worden voorgeleid om als troostmeisje te dienen. De vrouwen vielen de Japanners bij hun volgende poging opnieuw een hoeveelheid meisjes weg te halen, met knuppels en gaspijpen aan.
Nakomelingen van Nederlandse vrouwen die ten gevolge van deze dwangprostitutie of uit liefdevolle relaties werden geboren, kwamen in de jaren '50 met hun moeders mee naar Nederland, waar zij door hun Japans (en soms Koreaans) uiterlijk, en gebrek aan een vader, opgroeiden in veelal moeilijke sociale omstandigheden, die met psychische problemen gepaard gingen. Voor hen is de stichting Japans Indische Nakomelingen (JIN) in het leven geroepen. De stichting Sakura fungeert als contactorgaan voor nakomelingen van Japanse vaders en Indische dan wel Hollandse moeders.

## De rekrutering
In eerste instantie deed men een beroep op vrouwen die vrijwillig hun diensten als troostvrouw aanboden. Het ging dan om vrouwen die reageerden op gedrukte advertenties die verspreid werden in Japan en zijn kolonies. De meesten onder hen waren prostituees. De eerste slachtoffers waren echter ook vaak vrouwen die door hun familie aan het leger werden verkocht omwille van financiële redenen. De vrouwen die zich spontaan aanboden om enkele maanden tot jaren van hun leven als troostvrouw door te brengen, waren eerder dun gezaaid. Bovendien zag het Japanse Ministerie van Buitenlandse Zaken snel af van het geven van reisvisa aan Japanse prostituees omdat dit een smet was op het imago van het Japanse imperium. De legerleiding/particulieren gingen dan ook op zoek naar alternatieve, al dan niet legale, methoden om vrouwen te ronselen.
De eerste alternatieve wervingsmethode was het misleiden via valse advertenties. Vrouwen werden gelokt onder het voorwendsel van een baantje in een fabriek of als kokkin. Aangekomen op hun nieuwe werkplaats werden ze gedwongen zich in dienst te stellen van de soldaten. Vrouwen werden ook vaak ontvoerd door militairen of gevangengenomen bij invasies. Een derde methode was het aanspreken van lokale leiders. Deze werden dan verplicht meisjes en vrouwen uit hun gebied aan te bieden aan het leger. Het werven van jonge meisjes viel dus niet enkel onder de rechtstreekse verantwoordelijkheid van het Japanse leger. Vaak werd ook een beroep gedaan op tussenpersonen om advertenties te plaatsen of ontvoeringen uit te voeren. Naarmate de oorlog langer bezig was, vond deze laatste wervingsmethode steeds vaker plaats.

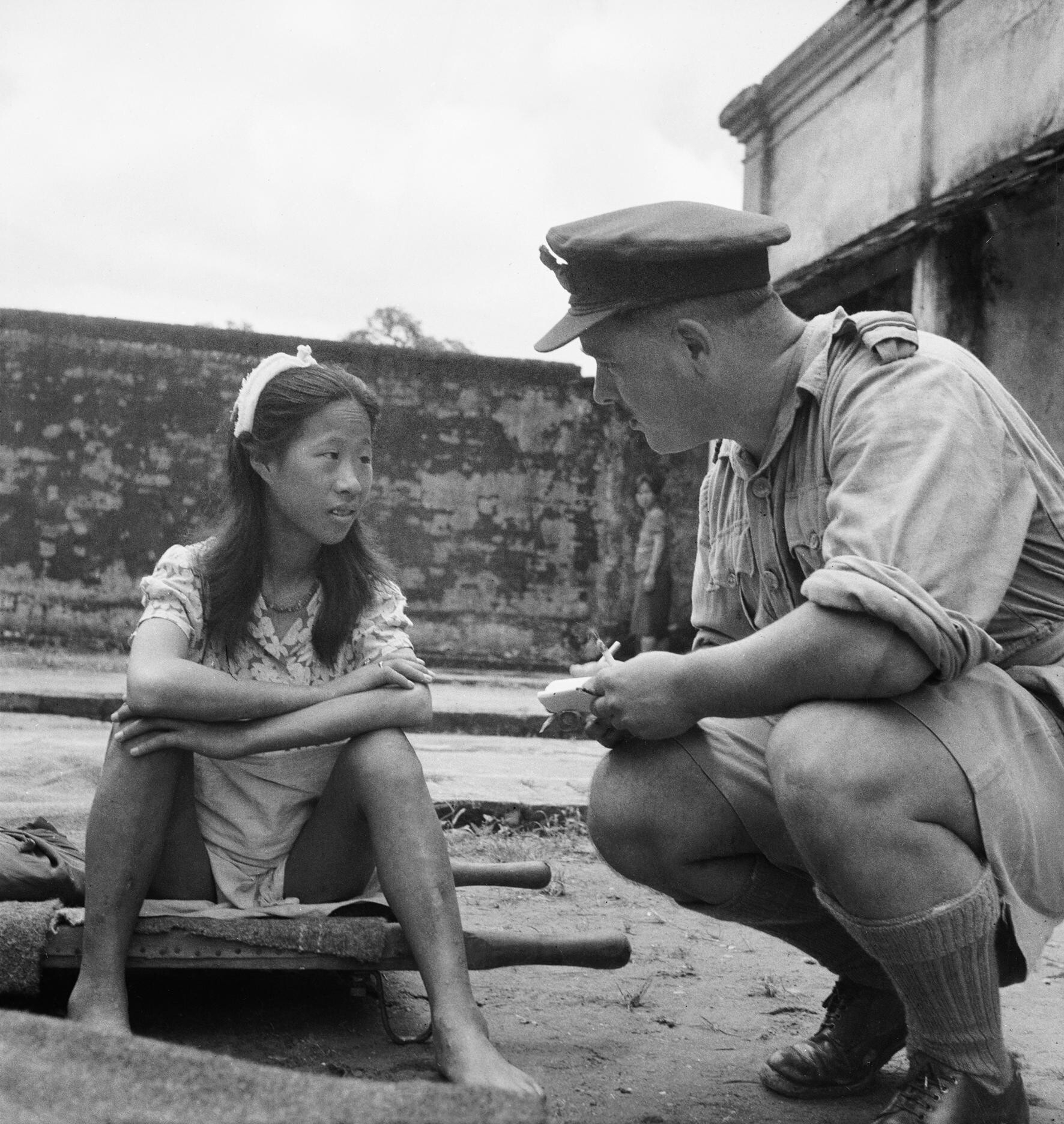
Een na de oorlog achtergebleven troostmeisje in gesprek met een Britse officier

Eenmaal terechtgekomen in een comfort house, werden de meisjes behandeld als slaven. Ze moesten te allen tijde ter beschikking staan van de militairen en werden verkracht, gemarteld en zelfs gedood wanneer ze besmet waren geraakt met een geslachtsziekte. Er was voedsel, maar niet voldoende voor iedereen, met ondervoeding tot gevolg. De meisjes stonden onder medisch toezicht en moesten vaak een gedwongen sterilisatie of abortus ondergaan.
De Japanse prostituees, en dus de eerste 'troostmeisjes', die in de militaire bordelen verbleven, namen na een tijdje vaak de taak van karayukisan, oftewel bordeelmanager, op zich. Zij "ontfermden" zich dan over de niet-Japanse troostmeisjes.
Toen het Japanse leger na april 1944 zich gewonnen terug moest trekken uit de bezette gebieden in Zuidoost-Azië werd een groot deel van de 'troostmeisjes' achtergelaten of gedood. Slechts enkelen slaagden erin terug te keren naar hun thuisland. Velen kwamen echter om van de honger, dorst en ontberingen waarmee ze tijdens hun terugtocht geconfronteerd werden.

## Troostmeisjes en hun rechten
Volgens een onderzoek uitgevoerd door de United States Office of War Information in 1944 verschilden de officiële levensomstandigheden van de troostmeisjes dag en nacht met de verklaringen van de slachtoffers in kwestie. Officieel had Japan een reglement uitgevaardigd dat het leven in de comfort houses in goede banen moest leiden. Zo kon enkel tussen 9 uur 's morgens en middernacht beroep gedaan worden op een troostmeisje, had elk troostmeisje recht op twee rustdagen per maand (tijdens de menstruatie), werden de kamers gedesinfecteerd, moesten de vrouwen verplicht op regelmatige tijdstippen op controle gaan bij de dokter op ziekten en kregen ze een behandeling als ze een geslachtsziekte opliepen. De Japanse legerleiding hechtte echter meer belang aan het moreel van hun soldaten dan aan het welzijn van de troostmeisjes. De minimale regels werden dan ook heel vaak overschreden. Vrouwen met een geslachtsziekte werden bijvoorbeeld verbannen of vermoord in plaats van verzorgd. Sommige vrouwen moesten ook tot 50 klanten per dag tevreden stellen, op elk uur van de dag. Als de "klant" niet tevreden was, werden ze vaak geslagen, vernederd en soms zelfs vermoord.
De troostmeisjes werden ook ingedeeld in categorieën die gebaseerd werden op hun anciënniteit. De nieuw geworven vrouwen werden verondersteld vrij te zijn van SOA’s en behoorden tot de hoogste categorie. Naargelang de meisjes langer in dienst waren, daalden de vrouwen in categorie omdat de kans groter was dat ze reeds besmet waren met een SOA. Als ze te ziek waren of overbodig werden geacht, werden de vrouwen achtergelaten, vaak heel ver van huis en in een ander land. Maagden kregen nog een speciale behandeling. Zij werden meestal ter beschikking gesteld van de hoogste officieren voor de eerste verkrachting.

## Na de Tweede Wereldoorlog
Na afloop van de Tweede Wereldoorlog was het lange tijd stil rond de slachtoffers van Japanse dwangprostitutie. Dat in meer dan 50 rechtszaken Japanse militairen en collaborateurs veroordeeld zijn voor de oorlogsmisdaden verkrachting en dwangprostitutie is onbekend gebleven bij het grote publiek.
De slachtoffers zelf hebben lange tijd gezwegen. Ze schaamden zich ten aanzien van hun familie, hun omgeving en zichzelf over wat er gebeurde in de militaire bordelen. Na 37 jaar (de comfort houses hielden pas op te bestaan na de Japanse overgave in 1945) hoorde de wereld voor de eerste keer wat er achter de muren van de dwangbordelen gebeurde.

## Eerste bevestiging
De eerste persoon die het bestaan van troostmeisjes tijdens de Tweede Wereldoorlog openbaarde, is de Japanner Yoshida Seiji. In 1982 vertelde hij tijdens een bijeenkomst over zijn ervaring met het ontvoeren van vrouwen. Een jaar later, in 1983, publiceerde Yoshida Seiji zijn verhaal in Watashi no sensô hanzai ("Mijn oorlogsmisdaad") en plaatste hiermee de troostmeisjes onder de aandacht van het internationale publiek. Dertien jaar later, in 1996, gaf Yoshida toe dat het concrete verhaal uit zijn boek verzonnen was, waarbij hij zijn betrokkenheid bij soortgelijke ontvoeringen níet ontkende. Fictie of niet, steeds meer mensen raakten op de hoogte van het bestaan van de troostmeisjes en de troostmeisjes zelf namen afstand van hun schaamtegevoel en toonden hun gezicht en hun verhaal.

## Eerste aanklachten
In 1991 traden de vrouwen zelf voor het eerst zelf op de voorgrond. Kim Hak Sun diende een klacht in tegen de Japanse staat. Verschillende andere slachtoffers volgden haar voorbeeld, net als enkele "bronlanden", zoals Noord-Korea.

## Tastbaar bewijs
In 1992 ontdekte de geschiedkundige Yoshimi Yoshiaki in de archieven van het Japanse National Defense Agency, documenten die aantoonden dat het leger rechtstreeks betrokken was bij het beheren van de militaire bordelen tijdens de Tweede Wereldoorlog en de rekrutering van vrouwen. De ontdekking van de bezwarende bewijzen werd gepubliceerd in de krant Asahi Shimbun, die overigens een jaar eerder al een reeks publiceerde over troostmeisjes, vijf dagen voordat de toenmalige Japanse eerste minister Kiichi Miyazawa een bezoek bracht aan Zuid-Korea. Laatstgenoemde excuseerde zich bij zijn aankomst formeel voor de feiten, waarmee hij aangaf dat Japan afstand nam van zijn ontkennend standpunt. Het land noemde zich echter enkel "moreel, maar niet wettelijk" verantwoordelijk voor de gebeurde feiten. Hiervoor haalde de Japanse regering drie argumenten aan. In de eerste plaats was er onvoldoende bewijs dat het Japanse leger tussenpersonen opdroeg om vrouwen te dwingen hun diensten als troostmeisje aan te dienen. In de tweede plaats bestonden militaire bordelen enkel om verkrachting van de plaatselijke bevolking te vermijden. Ten slotte werden de tussenpersonen zeer zorgvuldig geselecteerd om te voorkomen dat ze zich zouden laten verleiden om vrouwen op een illegale manier tot troostmeisje te maken. Sommigen gaven toe dat misbruiken mogelijk plaatsvonden op lokaal niveau, maar weten dit aan hiaten in het controlebeleid tijdens de oorlog zelf.

## Officieuze schuldverklaring
Toen in 1993 de Liberaal-Democratische Partij na tientallen jaren van regeren voor een korte periode in de oppositie raakte, ontstond er enige ruimte in de kwestie. Het was kabinetssecretaris Yohei Kono die in het openbaar verklaarde, dat de militaire autoriteiten mogelijk betrokken waren geweest bij de exploitatie van de bordelen. De excuses die hij daarvoor aanbood, werden echter niet door het parlement overgenomen, waardoor ze volgens latere LDP-regeringen niet rechtsgeldig waren.
In 1995 werd in Japan het Asia Women’s Fund (AWF) opgericht. De bedoeling van dit fonds was om de voormalige troostmeisjes een financiële tegemoetkoming/schadevergoeding (ongeveer € 15.000) te geven, inclusief een officieuze schriftelijke verontschuldiging van de Japanse premier Junichiro Koizumi. Het fonds werd in de eerste plaats opgebouwd uit donaties van particulieren (Japanse burgers, voormalige soldaten en familieleden van ex-militairen). Dat was ook de reden waarom veel slachtoffers een compensatie uit het fonds weigerden: ze verwachtten een rechtstreekse compensatie van de Japanse regering. Deze laatste bleef echter bij zijn onschuld en was van mening dat het land zijn oorlogsschulden reeds volledig had afbetaald.

## Internationale aandacht
In september 1995 werd voor het eerst ook internationaal erkend dat het systeem van troostmeisjes een inbreuk was op de mensenrechten. Tijdens de vierde Wereldconferentie voor vrouwen in Peking, keurden de Verenigde Naties de resolutie goed die haar steun uitdrukt voor de ex-troostmeisjes, en dit ondanks intens lobbywerk vanwege de vertegenwoordigers van de Japanse regering. Vier maanden later, in januari 1996, voegde speciaal verantwoordelijke van de VN voor geweld ten aanzien van vrouwen Radhika Coomaraswamy, in een rapport over geweld tegen vrouwen een passage toe over de verantwoordelijkheid van Japan bij de instandhouding van het systeem van dwangprostitutie tijdens de Tweede Wereldoorlog.

## Officiële erkenning van hun bestaan
De eerste echte erkenning van de troostmeisjes vond pas plaats in 2001, met een uitspraak van het Tokio-tribunaal in Den Haag. De rechters concludeerden in hun uitspraak dat zowel Keizer Hirohito als verschillende hooggeplaatste militairen schuldig waren aan het bestaan van de comfort houses. De Japanse staat werd verantwoordelijk gesteld voor het feit dat de schuldigen niet vervolgd werden en de slachtoffers niet vergoed. Het systeem van troostmeisjes betrof namelijk een misdrijf tegen de menselijkheid en "staten kunnen niet bij verdrag overeenkomen om een andere staat te ontslaan van de verantwoordelijkheid voor misdrijven tegen de menselijkheid". Een schadevergoeding voor het aangedane leed "moet dan ook van de regering komen", aldus de rechters. Het particuliere fonds (zie officieuze schuldverklaring) dat de Japanse regering in 1995 oprichtte, interpreteerden zij als een "ontwijken van de verantwoordelijkheid". De Japanse regering was uitgenodigd om zichzelf te verdedigen, maar zij verkoos het tribunaal te negeren.
Het Tokio-tribunaal was een volkstribunaal dat werd opgericht door voornamelijk vrouwengroepen en NGO’s om erkenning te krijgen voor het onrecht dat de troostmeisjes voor en tijdens de Tweede Wereldoorlog werd aangedaan. De rechters van dit tribunaal beschikten over pagina’s vol met getuigenissen van vrouwen die onder de Japanse bezetting werden gedwongen zich te prostitueren. De officiële benaming van het Tokio-tribunaal is het Women’s International War Crimes Tribunal on Japan’s Military Sexual Slavery. De voorzitter was de Amerikaanse Gabrielle Kirk McDonald, voormalig president van het Joegoslavië-tribunaal in Den Haag. De eerste bijeenkomst vond plaats in december 2000 in Tokio. Slachtoffers werden gehoord, evenals getuigen, deskundigen, aanklagers uit verschillende landen en enkele Japanse militairen. Op 4 december volgde de definitieve uitspraak in Den Haag. Hoewel het tribunaal de politieke en militaire leiding van Japan verantwoordelijk stelde voor wat er gebeurde in de comfort houses, konden zij niet vervolgd worden, omdat het tribunaal daarvoor niet over de juridische macht beschikte.

## Vermelding en censuur in Japanse schoolboeken
Het bestaan van de comfort houses en troostmeisjes werd jarenlang geweerd uit het Japanse openbare leven en uit de geschiedenisboeken. In 1996 werden de troostmeisjes in alle zeven geschiedenisboeken vermeld, die door het Ministerie van Onderwijs werden goedgekeurd. Dit was echter tegen de zin van bepaalde Japanse historici: "troostmeisjes waren geen seksslavinnen, het waren doodgewone prostituees", verkondigde de als conservatief nationalistisch bekendstaande historicus Nobukatsu Fujioka in dit verband. Hij verenigde zich met zijn geestverwanten in de Maatschappij ter Hervorming van de Geschiedenisboeken en gaven zelf geschiedenisboeken uit. Deze groep zet zich voor uitgaven waarin de Japanse geschiedenis in een positief daglicht wordt geplaatst. Door hun tegenstanders wordt deze groep in de conservatieve nationalistische hoek geplaatst. In 2005 werd hun boek, samen met zeven andere boeken, goedgekeurd. De troostmeisjes worden nu niet meer vermeld in Fujioka’s boek, evenmin in de zeven andere.

## Jurisprudentie
De jurisprudentie van de naoorlogse temporaire krijgsraden in onder meer Singapore, Rabaul en Batavia toont aan dat Japanse militairen veroordeeld zijn voor deze oorlogsmisdaad. Daarnaast ontdekte onderzoeksjournalist Griselda Molemans dat het geld dat betaald werd voor de jonge vrouwen in dwangbordelen dagelijks bij filialen van twee Japanse banken in Nederlands-Indië gestort werd. Na de Japanse capitulatie is een deel van dit geld geconfisqueerd door de Nederlandse Staat en het Koninklijk Huis.

## Boeken
- Griselda Molemans, Levenslang Oorlog, Amsterdam 2020, ISBN 9789082373950
- Jing-Jing Lee, Hoe wij verdwenen, ISBN 9789044636024, oktober 2018
- Hilde Janssen, Schaamte en onschuld; uitgeverij Nieuw Amsterdam, Amsterdam, 2010; ISBN 9789046807132
- Marguerite Hamer-Monod De Froideville, Geknakte Bloem: acht vrouwen vertellen hun verhaal over Japanse militaire dwangprostitutie, Delft 2013, ISBN 9789038922294
- Nora Okja Keller, Troostmeisje, Amsterdam 1997, ISBN 9789024508990

## Documentaire
- (en)  The Apology, Tiffany Hsiung, 2016.